# Confesiones de Dorish Dam
Confesiones de Dorish Dam es una novela escrita en 1929 por Delia Colmenares Herrera (1887-1968). Es considerada la primera novela lésbica de la historia literaria del Perú.

## Análisis
Escrita dentro de los cánones del modernismo literario, la novela gira en torno a la biografía de una joven limeña de clase alta de inicios del siglo XX, que descubre su sexualidad junto a una baronesa durante un viaje en barco por el Pacífico.
La obra literaria fue controversial para la época, primero debido a la crítica que hace a las expectativas sociales que existían sobre las mujeres peruanas a inicios del siglo XX; segundo por visibilizar el deseo lésbico como una crítica a la imagen tradicional de la sexualidad y en tercer lugar por exponer, de manera crítica, el privilegio de la clase alta limeña de la época. En Palabras de la propia Dorish: "Seguramente habrá gente de la sociedad 'dorada' que traten mis confesiones de perversas porque alcé el velo para mostrar la llaga y quité el guante blanco para enseñar la mano sucia". Finalmente, la tensión entre la libertad de pertenecer a la clase alta limeña y el moralismo heredado del catolicismo, pusieron en evidencia la situación compleja en la que se encontraban las mujeres con respecto a su sexualidad.

## Historia
Debido al sesgo que existía hacía la presencia de la mujer en el mundo intelectual, poco se ha conocido sobre la autora y su novela. Posteriormente, en 2021, la novela fue reeditada en España por la editorial feminista Gafas Moradas, gracias a una investigación de la escritora Claudia Salazar Jiménez quien tenía conocimiento de las dos únicas ediciones existentes. Ese mismo año, y por la misma editorial, se reeditó Duque (1934) de José Diez Canseco, otro relato fundacional de temática LGBT+ en el Perú.